# Aeroportul Internațional Faleolo
Aeroportul Internațional Faleolo (IATA: APW, ICAO: NSFA) este un aeroport din A'ana⁠(d), Samoa ce deservește zona Apia. 
Situat la o altitudine de 18 m, aeroportul dispune de 1 pistă.

## Infrastructură

### Piste
Aeroportul dispune de o singură pistă. Pista 08/26 are suprafața de asfalt și dimensiunile 3.000 m × 45 m. 